# Henri Storck
Henri Storck (Oostende, 5 september 1907 – Brussel, 17 september 1999) was een Vlaams cineast en een van de eerste Belgische documentairemakers. Storck groeide op in de omgeving van Spilliaert, Ensor, Permeke en Labisse. Hij ontdekte de camera in het begin van de jaren dertig, het gouden tijdperk van de experimentele film in België. Met een mobiele, lichte, Duitse camera, een Kinamo, draaide hij poëtische, surrealistische kortfilms die uitgroeiden tot klassiekers. Zijn beginjaren kenmerkten zich door experimenten en de zoektocht naar 'zuivere cinema'. Later concentreerde hij zich op sociaal-progressieve thema's. In 1938 stichtte hij het Koninklijk Belgisch Filmarchief met André Thirifays en Pierre Vermeylen. Zijn realistische stijl plaatst hem bij de internationale avant-garde.

## Biografie

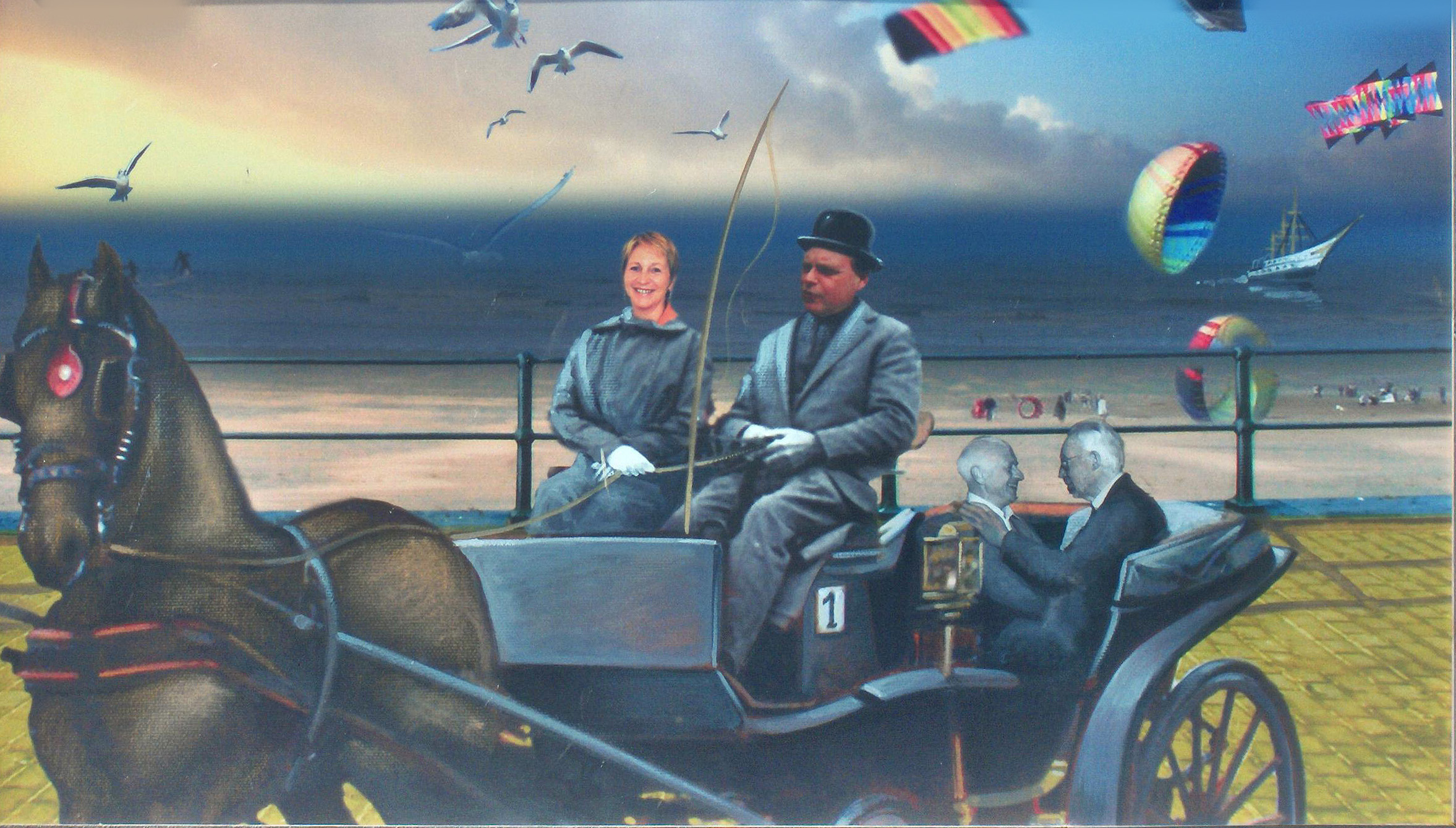
Willy Bosschems schilderij 'Paardenkoets' toont Henri Storck achteraan rechts, pratend met Raoul Servais. Op de bok zit Jean Vandecasteele, voormalige burgemeester van Oostende

Als jonge enthousiasteling stichtte Storck met vrienden en liefhebbers in 1928 een filmclub in Oostende. René Clair kwam op zijn verzoek naar Oostende en Storck vertoonde De generale lijn van Sergej Eisenstein. In die late jaren twintig begon hij aan zijn oeuvre. Als "officiële cinegrafist" van zijn geboortestad maakte hij sinds 1930 documentaires. Hij ontwikkelde zijn negatieven in een zelf ingericht labo en vertoonde  een eigen actualiteitenprogramma in een stadsbioscoop met orkestbegeleiding. Tegelijk hield hij zich bezig met zijn geërfde schoenenzaak in de Adolf Buylstraat. Gaandeweg werd hij een gewaardeerde documentairemaker met internationale allures, geïnspireerd door Flaherty. De camera was daarbij “geen stomme getuige maar een werktuig dat de kunstenaar de mogelijkheid biedt vorm te geven aan een nieuwe werkelijkheid van hetgeen hij waarneemt”, aldus Storck.

### Jaren dertig

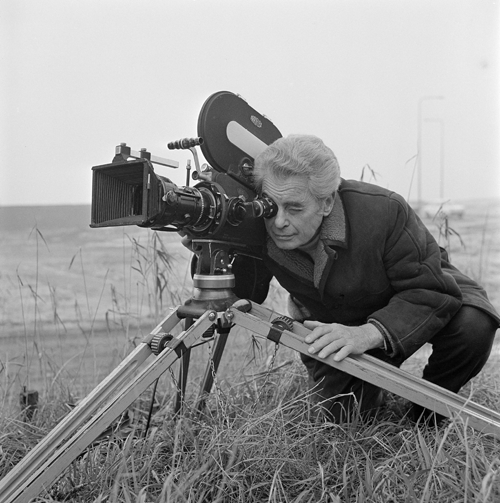
In 1933 maakte Storck samen met de Nederlandse regisseur Joris Ivens de film 'Borinage'. De film zal uitgroeien tot een mythe in de Belgische filmgeschiedenis. Hier zien we Joris Ivens op de set van De Onvergetelijken in 1971.

Carrièrebepalend was zijn aanwezigheid op het tweede 'Congrès International du Cinéma Indépendent' in 1930, dat voor de gelegenheid in Brussel plaatsvond. De eerste editie vond een jaar eerder plaats in Zwitserland. Het congres was een verzamelplaats voor avant-garde filmmakers, zoals Hans Richter, George Altman en hun Belgische collega's Charles Dekeukeleire, Joseph Buysse en Carl Vincent. Storck vertoonde er zijn poëtische probeersels van de zee, de wind en het zand, onder de titel Beelden van Oostende uit 1929-1930. Jean Vigo die er zijn A propos de Nice presenteerde, spotte "Wat een water, wat een water!", het was begin van hun vriendschap. Germaine Dulac, directrice van de maatschappij Gaumont Francofilm Aubert nam daarop de twee jongelingen onder haar vleugels. Zo belandde Storck in zijn Parijse 'leerschool'. Hij assisteerde bij de film Dainah la Métisse van Jean Grémillon in 1931. In de zomer van dat jaar keerde hij terug naar Oostende, waar hij een kleine film realiseerde, half fictie, half droom: Strandidylle. Hij trok naar Parijs om de beelden te sonoriseren en werd Jean Vigo’s assistent bij Zéro de conduite uit 1933. Even verschijnt hij er in soutane. In dat jaar maakte Storck met Joris Ivens Misère au Borinage. Die film groeide uit tot een mythe. Qua stijl is de film beïnvloed door de Franse surrealistische en de Russische school en toont hij bindingen met de Belgische en Vlaamse realiteit. De Grote Depressie en het veranderende politieke klimaat in Europa zorgde ervoor dat filmmakers zich in die tijd politieker oriënteerden. De film is een gepassioneerd verslag van de barre levensomstandigheden tijdens de crisis van het interbellum. In zijn Het huis der ellende uit 1937 komt het thema opnieuw aan bod.

### Tweede Wereldoorlog
Henri Storck wilde gedurende de Duitse bezetting koste wat het kost blijven filmen. Hij bood de Duitse filmdistributeur Tobis Brussel zijn diensten aan. Hij maakte van 1942 tot 1944 het vijfluik Symphonie paysanne waarvoor de Nationale Landbouw- en Voedingscorporatie als financier functioneerde. Deze omstreden
organisatie kon wel een mooie film gebruiken, waarin het boerenleven werd
geïdealiseerd. Het werk bestond uit 5 kortfilms; Lente, Zomer, Herfst, Winter en Boerenbruiloft. Voorts bekleedde Storck tijdens de oorlog verschillende bestuursfuncties bij 'foute' instellingen.

### Naoorlogse jaren
Na de Tweede Wereldoorlog legde Storck zich toe op de kunstfilm met zijn films over Paul Delvaux, Félix Labisse en Pieter Paul Rubens.
In 1951 draaide hij zijn enige langspeelfilm, Le banquet des fraudeurs of Het Banket van de smokkelaars, fictie naar een scenario van Charles Spaak met als producent Frantz Van Dorpe. Storck werkte in opdracht van de BRT, de RTB en van internationale instellingen. Hij verrichtte veel productiewerk:
- Monsieur Wens en croisière uit 1940 van Georges Jamin
- Pater Damiaan of Le Pèlerin de l'enfer uit 1946 van Henri Schneider
- Jeudi, on chantera comme dimanche uit 1966 van Luc de Heusch
- De vrijheren van het woud uit 1958 van Henry Brandt en Heinz Sielman

## Storck in woord en beeld
Zelf vertelt Storck over zijn relatie met de werkelijkheid en de wijze waarop hij die ziet door de camera.

Ik denk dat de woorden documentarist en fictie willekeurige benamingen zijn en dat er tussen die twee geen scherpe grenzen zijn. Het echte leven zit vol met dingen die we in de filmkunst fictie noemen; dat wil zeggen enscenering met personages die een rol spelen, met vlotte dialogen, een decor, een handeling, een ritueel. Alles wat zich afspeelt in een rechtbank, een ziekenhuis, een politiecommissariaat, een klooster, een kantoor, een winkel. Ze vormen een soort fictie die grote documentaristen als Fred Wiseman of Raymond Depardon heel goed getoond hebben.

## Onderscheidingen en realisaties
Aan de Vrije Universiteit Brussel is een leerstoel naar Storck vernoemd. Verder is hij:
- Doctor honoris causa aan de Vrije Universiteit Brussel (1978) en de Université libre de Bruxelles, 1995
- Erevoorzitter van de Association belge des auteurs de films et de télévision, 1992
- Actief lid van de Fédération Internationale des Films sur l'Art
- Stichtend lid van de Association internationale des documentalistes (A.I.D.), 1963
- Stichtend lid van het Centre de l'Audio-visuel à Bruxelles (C.B.A.)
- Stichtend lid van het Centre du Film sur l'Art (C.F.A.)
- Lesgever aan het Institut des arts de diffusion (I.A.D.), Brussel, 1966-1968
- In 1988 wordt het Fonds Henri Storck opgericht als vzw. De organisatie beheert de films en het archief van Storck. Daarnaast heeft de vzw aandacht voor films van Belgische avant-garde-cineasten en documentairemakers zoals Patrick van Antwerpen, David Mc Neil, Henri d'Ursel, Ernst Moermans, Charles Dekeukeleire, Luc de Heusch en Pierre Alechinsky, bekend om zijn Japanse kalligrafie, een 16mm-film uit 1956.

## Oeuvre

### Films
- De amateurfilms over Oostende uit 1927-1928 gingen verloren.
- 1929 - Pour vos beaux yeux, surrealistische stomme film van 8 minuten, met Antoinette Labisse, zus van schilder Félix Labisse
- 1929 - Images d’Ostende
- 1930 - La Mort de Vénus of De Dood van Venus, verloren gegaan
- 1930 - Trains de Plaisir of Pleziertreinen
- 1930 - Ter Haring-Visscherij, documentaire
- 1930 - Reddingsdienst aan de Belgische Kust, eerste documentaire geluidsfilm van Storck
- 1930 - Ostende, Reine des Plages, toeristische documentaire met muziek van James Ensor (sd., 1930 of 1931)
- 1932 - Une idylle à la plage, korte speelfilm met als figuranten James Ensor, Félix Labisse en Léon Spilliaert
- 1932 - Histoire du soldat inconnu
- 1933 - Ellende in de Borinage
- 1935 - De Driemaster Mercator, documentaire met beelden van John Fernhout en montage Henri Storck
- 1935 - Paaseiland, documentaire met beelden van John Fernhout en montage Henri Storck.
- 1935 - Kaap naar het Zuiden, documentaire met beelden van John Fernhout en montage Henri Storck
- 1938 - Terre de Flandre
- 1938 - Op vakantie, documentaire
- 1939 - Voor vrijheid en recht, journaal van de socialistische Guldensporenherdenking op 8 en 9 juli 1939 in Kortrijk
- 1944 - Boerensymfonie, poëtische documentaire in 5 episoden (lente, zomer, herfst, winter, boerenbruiloft)
- 1946 - Le monde de Paul Delvaux
- 1947 - La joie de revivre, documentaire
- 1948 - Rubens
- 1951 - Le banquet des fraudeurs
- 1953 - Herman Teirlinck (schrijver)
- 1954 - Les Portes de la Nation of De Poorten van de Natie, documentaire (Nederlandse tekst van Karel Jonckheere)
- 1955 - Le trésor d’Ostende of De Schat van Oostende, toeristische film geïnspireerd op de personages van Hergé
- 1960 - Les gestes du silence
- 1962 - Twee handen
- 1963 - Le bonheur d’être aimée
- 1965 - Levend museum
- 1970 - Paul Delvaux of De vervreemding,
- 1970 - Feest in België of Een volk leeft zich uit, 1969–1971
- 1971 - Carnaval van Oostende, documentaire in kleur met tekst van Karel Jonckheere
- 1979 - De zang van de schilder
- 1982 - Permeke met Patrick Conrad, documentaire met fictionele raamvertelling aan de hand van 5 enigma's vertegenwoordigd door 5 schilderijen.

### Medewerking
Storck trad op in twee films:
- Zéro de conduite van Jean Vigo (1933), in de rol van een priester.
- Jeanne Dielman, 23, quai du commerce, 1080 Bruxelles van Chantal Akerman (1975), in de rol van een prostitueebezoeker.

### Als onderwerp
Zelf was hij meer dan eens het onderwerp van een film, zoals in Autour du Borinage, een kortfilm door Jean Fonteyne uit 1933-1936 en in Profils : Henri Storck, een film van 45 minuten van Hadelin Trinon en Jean-Pierre Grombeer voor de RTB. Verder zijn er:
- A chacun son Borinage (1979) van Wieslaw Hudon
- Henri Storck ooggetuige (1987) van Robbe De Hert (met medewerking van Storck zelf)
- Je suis sot, je suis fou, je suis méchant (1990) van Luc de Heusch
- Henri Storck, le cinéaste et ses peintres van Francis Guermann & Didier Pardonnet (Production Cavum, 52 minuten) uit 1995.

Les enfants de Borinage (lettre à Henry Storck) van Patrick Jean uit 1999 is een reactie op Storcks 'Borinage'. De documentaire toont, net als genoemde brief aan Storck, hoe de Borinage vandaag nog steeds in dezelfde armoede leeft.

## Publicaties
- H. Storck, Le film récréatif pour spectateurs juvéniles, 1950, uitgegeven door UNESCO.
- La courte échelle, 1981.